# Akhaltsikhe

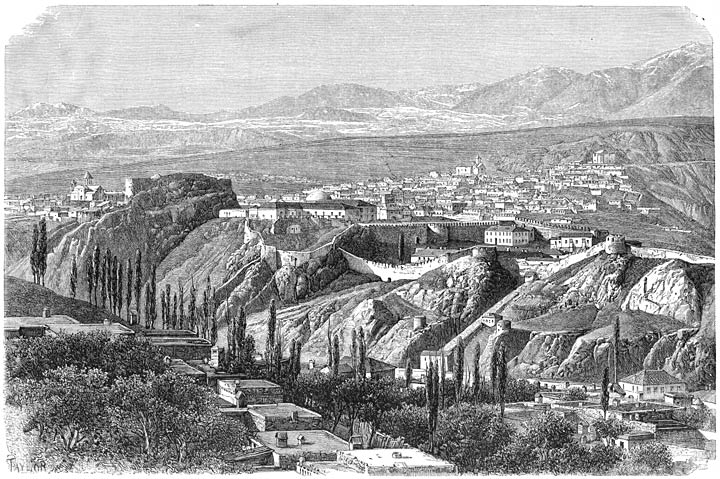
Akhaltsikhe c. 1887

Akhaltsikhe (en georgià ახალციხე; en armeni Ախալցխա, transliterat Akhaltskha) és una ciutat de Geòrgia, capital històrica de la regió de Meskhètia, abans Samtskhé i Samtskhé-Saatbago, situada a la confluència entre el Kura (Mtkvari) i l'Aragvi a la vora del rierol Potskhovi. Avui dia és la capital de la regió de Samtskhé-Djavakheti. El seu nom vol dir «Nova fortalesa». La població és de 17.903 habitants (2014).
La regió fou temporalment conquerida per Habib ibn Màslama al segle VII. Pertanyé a la família feudal georgiana dels Akhaltsikhelis, mthavaris de Samtskhé, de la qual els més coneguts foren Shalva i Ivane Akhaltsikheli. Al segle xiii, amb les invasions dels corasmis i els mongols, el poder local va passar als senyors de la família dels Djakelis, que van rebre el títol d'atabegs i van esdevenir autònoms. Molts dels prínceps portaren el nom de Kuarkuare i són anomenats a les cròniques com "Kurkura".

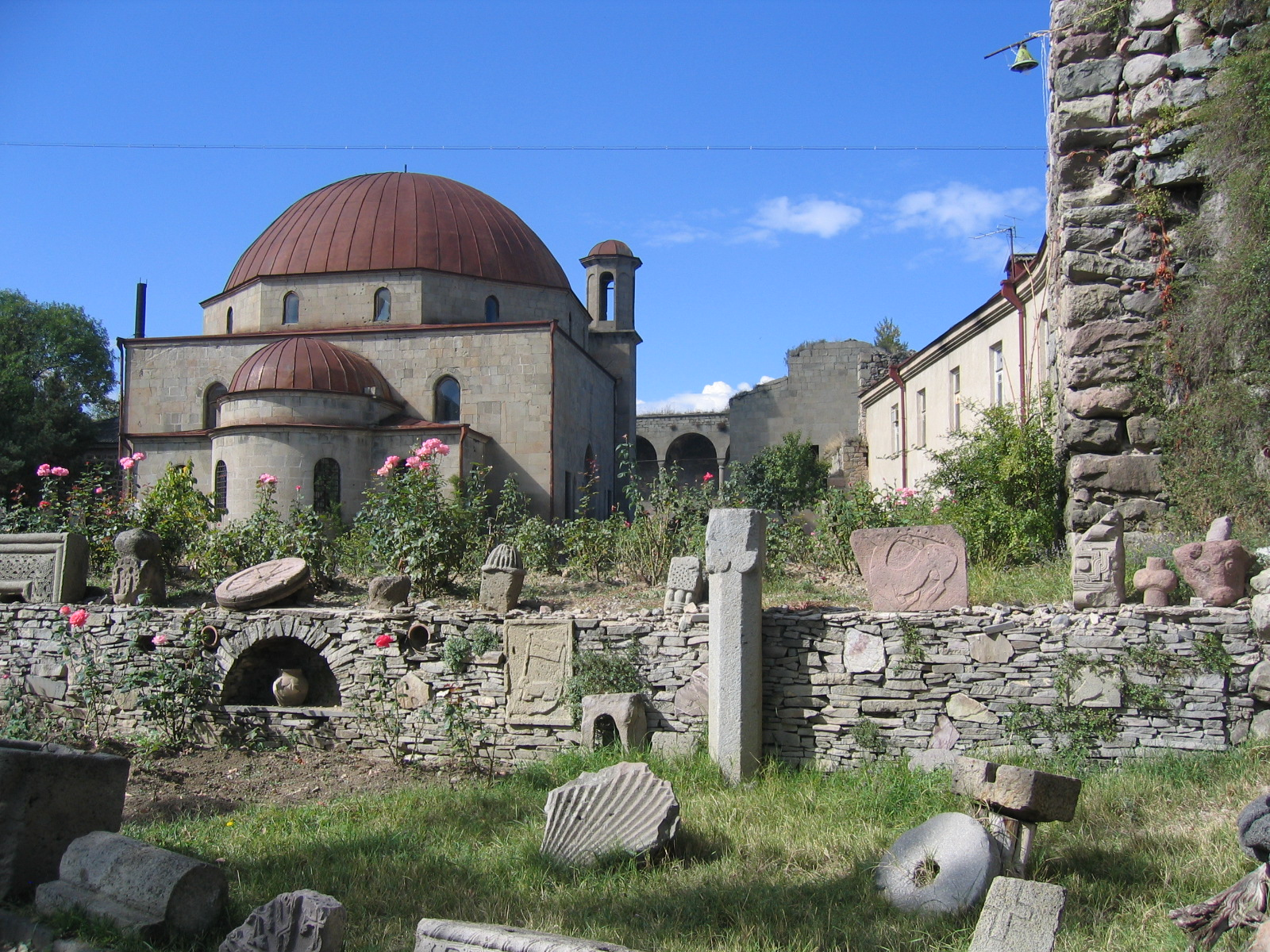
Castell

Va ser ocupada pels otomans el 1545 i definitivament el 1579. El 1590 el Samtskhé va ser dividit en vuit sandjaks (entitats administratives dels otomans), una de les quals era Akhaltsikhe. El govern dels paixes d'Akhiskha es va establir el 1625. Els paixes van intervenir freqüentment en els afers interns de Gúria, Mingrèlia i Imerècia, deposant als seus sobirans i establint-ne d'altres.
La regió va passar a Rússia al segle XIX: el 1828, durant la Guerra russoturca de 1828-1829, l'exèrcit rus dirigit pel general Ivan Paskévitx va ocupar la ciutat, que fou cedida a Rússia pel tractat d'Adrianòpolis de 1829 i fou integrada a la gubèrnia de Kutaissi i després a la de Tbilisi.
Va tornar a Turquia pel tractat de Brest-Litovsk el març de 1918. Mitjançant un tractat de pau de juny del 1918 Geòrgia renuncià a la regió; però, derrotats els turcs en la guerra, la van evacuar a finals del 1918, i la van ocupar els britànics, que la van lliurar a Geòrgia el 1919.

## Ciutats germanes
- Artvin,  Turquia
- Erevan,  Armènia